# Idaea calvaria
Idaea calvaria là một loài bướm đêm trong họ Geometridae.